# Protéine trifonctionnelle mitochondriale
La protéine trifonctionnelle mitochondriale (MTP) est une protéine membranaire des eucaryotes, formée de quatre sous-unités α et quatre sous-unités β, liée à la membrane interne des mitochondries, et qui porte trois activités enzymatiques distinctes intervenant aux trois dernières étapes de la β-oxydation des acides gras :
- EC 4.2.1.17 : énoyl-CoA hydratase
- EC 1.1.1.35 : 3-hydroxyacyl-CoA déshydrogénase
- EC 2.3.1.16 : acétyl-CoA C-acyltransférase.

Chez l'homme, les sous-unités α et β sont codées respectivement par les gènes HADHA et HADHB, situés sur le chromosome 2, où ils sont adjacents. La protéine trifonctionnelle convertit la 2-énoyl-CoA à chaîne moyenne ou longue en acétyl-CoA en présence de coenzyme A et de NAD, et en 3-cétoacyl-CoA lorsque seul le NAD est présent. Cette réaction est catalysée par les sous-unités α, liées aux sous-unités β qui en catalysent la dernière étape.

## Relation avec la chaîne respiratoire
La β-oxydation des acides gras et la phosphorylation oxydative sont deux voies métaboliques majeures de la respiration cellulaire dans les mitochondries. Le pouvoir réducteur généré par la β-oxydation sous forme de NADH entre dans la chaîne respiratoire de la phosphorylation oxydative au niveau de la NADH déshydrogénase (complexe I). La protéine trifonctionnelle mitochondriale et les respirasomes sont associés fonctionnellement et physiquement à travers une liaison entre cette protéine et le complexe I, la protéine trifonctionnelle contribuant à canaliser les substrats entre la NADH déshydrogénase et la coenzyme Q-cytochrome c réductase (complexe III) de la chaîne respiratoire.

## Interaction hormonale
Différentes hormones sont susceptibles d'agir sur la protéine trifonctionnelle mitochondriale sous l'effet de récepteurs situés dans les mitochondries. La protéine trifonctionnelle intervient ainsi dans la stimulation du métabolisme des mitochondries par l'hormone thyroïdienne. On a également pu montrer par électrophorèse bidimensionnelle et spectrométrie de masse qu'elle interagit avec les récepteurs des œstrogènes α, stimulés par les œstrogènes.